# Jogos Sul-Americanos de Praia de 2009
Os Jogos Sul-Americanos de Praia de 2009 foram a primeira edição do evento multiesportivo realizado entre os comitês olímpicos nacionais membros da Organização Desportiva Sul-Americana (ODESUL). O evento ocorreu nas cidades de Montevidéu e Punta del Este, no Uruguai.

## Esportes
Dez modalidades compuseram o programa dos Jogos:
| - Rugby de praia - Esqui aquático - Fisiculturismo (demonstração) - Futebol de areia - Handebol de praia | - Natação - Surfe - Triatlo - Vela - Voleibol de praia |

## Países participantes
Quinze países participaram do evento (entre parênteses o número de atletas):
| - Antilhas Holandesas - Argentina - Aruba - Bolívia - Brasil (91) | - Chile - Colômbia - Equador - Guiana - Panamá | - Paraguai - Peru - Suriname - Uruguai - Venezuela |

## Calendário
Este foi o calendário dos Jogos:

## Quadro de medalhas
País sede destacado.
| Ordem | País      |    |    |    | Total |
| 1     | Brasil    | 12 | 6  | 7  | 25    |
| 2     | Argentina | 9  | 5  | 8  | 22    |
| 3     | Venezuela | 2  | 4  | 2  | 8     |
| 4     | Equador   | 2  |    | 1  | 3     |
| 5     | Colômbia  | 1  | 3  | 1  | 5     |
| 6     | Peru      | 1  | 2  |    | 3     |
| 7     | Uruguai   |    | 5  | 3  | 8     |
| 8     | Chile     |    | 1  | 5  | 6     |
| 9     | Paraguai  |    | 1  |    | 1     |
| TOTAL | TOTAL     | 27 | 27 | 27 | 81    |